# Karl Ludwig Schmidt
Karl Ludwig Schmidt (* 5. Februar 1891 in Frankfurt am Main; † 10. Januar 1956 in Basel) war ein deutscher evangelischer Theologe und Professor für Neues Testament.

## Leben
Schmidt, Sohn eines Handwerkers, studierte ab 1909 zunächst Klassische Philologie und dann Evangelische Theologie an den Universitäten Marburg und Berlin. 1913 promovierte er (bei Adolf Deissmann) zum Lic. Theol. Im Ersten Weltkrieg wurde er als Soldat schwer verwundet. 1918 habilitierte er sich in Berlin als Privatdozent für Neues Testament (mit der Untersuchung „Der Rahmen der Geschichte Jesu“, die ihn gleich berühmt machte).
1921 wurde Schmidt auf die Professur für Neues Testament der Universität Gießen berufen. 1922 übernahm er die Schriftleitung der Monatszeitschrift des Eisenacher Kartells, die er (umbenannt in „Theologische Blätter“) bis 1937 innehatte. Hier veröffentlichte er auch Äußerungen zu allgemeinen theologischen und politischen Fragen. Zunächst Mitglied der Deutschen Demokratischen Partei, bewegte er sich unter dem Einfluss von Paul Tillich zum Religiösen Sozialismus und trat 1924 in die SPD ein. 1925 als Professor für Neues Testament nach Jena berufen, wechselte er 1929 an die Universität Bonn, wo er in der Heinrich-Brüning-Straße 18 wohnhaft war. Dort kandidierte er, unter dem Eindruck der „Machtergreifung“ Hitlers, im März 1933 für die SPD und wurde in den Bonner Stadtrat gewählt.
Im September 1933 auf Grundlage des Gesetzes zur Wiederherstellung des Berufsbeamtentums entlassen, emigrierte Schmidt in die Schweiz und wurde nach Vertretungsdiensten in Seebach bei Zürich und Lichtensteig im Toggenburg 1935 Professor für neutestamentliche Theologie an der Universität Basel. Neben Forschung, Lehre und Vortragstätigkeit übernahm er hier 1945 die Herausgabe der neu gegründeten Theologischen Zeitschrift. 1952 durch einen Schlaganfall teilweise gelähmt, wurde er 1953 emeritiert.

## Bedeutung
Als Fachwissenschaftler ist Schmidts größtes Verdienst die Begründung der Formgeschichtlichen Methode innerhalb der neutestamentlichen Exegese, die die bis dahin vorherrschende Literarkritik ablöste. Etwa gleichzeitig mit Martin Dibelius (1883–1947) entwickelte er in seiner Habilitation die These, dass die synoptischen Evangelien aus kleinen „Einzelperikopen“ bestünden, die erst von den Evangelisten zusammengesetzt seien. Die Erkundung von Form, Gattung und „Sitz im Leben“ dieser Texteinheiten wurde nun zum Schwerpunkt der Jesusforschung. Schmidt erkannte jedoch auch schon, dass der Evangelist Matthäus die Texte seiner Vorlagen unter theologischen Gesichtspunkten gruppierte, und wurde damit zum Vorläufer der Redaktionsgeschichte.
Daneben untersuchte Schmidt das Selbstverständnis der urchristlichen Gemeinde und konnte einerseits das urchristliche Kirchenbewusstsein auf Jesus zurückführen, andererseits die Zusammengehörigkeit der Kirche mit dem alttestamentlichen Gottesvolk herausstellen. Am 14. Januar 1933 führte er mit dem jüdischen Philosophen Martin Buber im Jüdischen Lehrhaus in Stuttgart ein öffentliches Gespräch, das als der eigentliche Anfang des erst nach 1945 wieder aufgenommenen christlich-jüdischen Dialoges gilt, obwohl Schmidt noch in traditioneller Weise von einer Aufhebung des alten Bundes durch den neuen Bund ausging.

## Familie
Karl Ludwig Schmidt hatte mit seiner Frau Ursula von Wegnern (1893–1987) fünf Kinder. Der älteste Sohn Martin Anton Schmidt war ebenfalls Kirchenhistoriker und langjähriger Professor an der Universität Basel. Seine ältere Tochter Dorothea war Krankenpflegerin. Der mittlere Sohn Andreas war Tierarzt. Die jüngere Tochter Veronika war Krankenhausoberin und der jüngste Sohn Christopher war Dozent an einer Musikhochschule.

## Schriften (Auswahl)
- Die Pfingsterzählung und das Pfingstereignis. Leipzig: J. C. Hinrichs, 1919.
- Der Rahmen der Geschichte Jesu. Literarkritische Untersuchungen zur ältesten Jesusüberlieferung. Trowitzsch & Sohn, Berlin 1919; 2., unveränderter reprographischer Nachdruck / Darmstadt: Wissenschaftliche Buchgesellschaft, 1969.
- Die Stellung der Evangelien in der allgemeinen Literaturgeschichte. In: Eucharistērion. Festschrift für Hermann Gunkel.Vandenhoeck & Ruprecht, Göttingen 1923, S. 51–134 (Englisch: The place of the Gospels in the general history of literature. Transl. by Byron R. McCane. Columbia, SC : Univ. of South Carolina Press 2002).
- Die Stellung des Apostels Paulus im Urchristentum (= Vorträge der theologischen Konferenz zu Giessen 39). A. Töpelmann, Giessen 1924.
- Die Kirche des Urchristentums. Eine lexikographische und biblisch-theologische Studie. Tübingen: J.C.B. Mohr (Paul Siebeck), 1932.
- Kirche, Staat, Volk, Judentum. Zwiegespräch [mit Martin Buber] im jüdischen Lehrhaus in Stuttgart am 14. Januar 1933. In: Theologische Blätter 12, 1933, S. 257–274.
- Jesus Christus im Zeugnis der Heiligen Schrift und der Kirche. Eine Vortragsreihe (= Beihefte zur Evangelischen Theologie 2). Kaiser, München 1936.
- Le problème du christianisme primitif. Quatre conférences sur la forme et la pensée du Nouveau testament. Librairie Ernest Leroux, Paris 1938.
- ekklesia. In: Theologisches Wörterbuch zum NT, Bd. III, 1938, S. 502–539 (Englisch: The church. Adam and Charles Black, London 1950; 2. Edition 1957; Französisch: Eglise; trad. de Hélène Alexandre. Labor et fides, Genève 1967).
- Die Polis in Kirche und Welt. Eine lexikographische und exegetische Studie. Rektoratsprogramm der Universität Basel für das Jahr 1939. F. Reinhardt, Basel 1939.
- Ein Gang durch den Galaterbrief. Leben, Lehre, Leitung in der Heiligen Schrift. Evangelischer Verlag, Zollikon-Zürich 1942.
- Die Judenfrage im Lichte der Kapitel 9–11 des Römerbriefes (= Theologische Studien 13). Evangelischer Verlag, Zollikon-Zürich 1943.
- Kanonische und apokryphe Evangelien und Apostelgeschichten. H. Majer, Basel 1944.
- Aus der Johannes Apokalypse dem letzten Buch der Bibel. Heinrich Majer, Basel cop. 1944.
- Das Pneuma Hagion als Person und als Charisma. Rhein-Verlag, Zürich 1946.
- Wesen und Aufgabe der Kirche in der Welt; Verhandlungen des Schweizerischen reformierten Pfarrvereins vom 23.–25. September 1946 in Romanshorn (85. Tagung). Zwingli-Verlag, Zürich 1947.
- Die Natur- und Geistkräfte im paulinischen Erkennen und Glauben. Rhein-Verlag, Zürich 1947.
- Basileia. London: Adam and Charles Black, 1957.
- Neues Testament, Judentum, Kirche. Kleine Schriften (= Theologische Bücherei 69). Hrsg. zu seinem 90. Geburtstag am 5. Februar 1981 von Gerhard Sauter. Kaiser, München 1981.